# Ebertichthys ettlingensis
Ebertichthys ettlingensis è un pesce osseo estinto, appartenente ai teleostei. Visse nel Giurassico superiore (Kimmeridgiano - Titoniano, circa 152 - 148 milioni di anni fa) e i suoi resti fossili sono stati ritrovati in Germania.

## Descrizione
Questo piccolo pesce non superava la lunghezza di 10 centimetri. L'aspetto era simile a quello di un'odierna sardina e, rispetto ad altri pesci ossei del Giurassico, aveva già iniziato a sviluppare numerose caratteristiche che si riscontrano nei teleostei odierni. Come l'affine Ascalabos, anche Ebertichthys era dotato di canali sensori cefalici semplici e larghi, con tubuli sensori appuntiti. La mascella era dotata di una fila esterna di piccoli denti conici, più lunghi verso la parte posteriore della mascella. La supramaxilla 2 era costituita da una parte principale larga e da un processo anteriore lungo e stretto, che andava a coprire gran parte del bordo dorsale della lunga supramaxilla 1. Il corpo era ricoperto da grandi scaglie cicloidi.
Caratteristiche uniche di Ebertichthys rispetto ad altri teleostei basali erano la disposizione delle pinne (quella dorsale si originava posteriormente a quelle pelviche ed era equidistante da quelle pelviche e quella anale); grandi occhi che occupavano in lunghezza il 35% della testa; un osso antorbitale grande e allungato; il secondo infraorbitale lungo e stretto e costituente gran parte del margine orbitale inferiore; il terzo infraorbitale piccolo (e che lasciava esposto l'osso quadrato); un preopercolo stretto, triangolare e con una flangia espansa e arrotondata; un cleitro massiccio e ben ossificato con il braccio dorsale più corto di quello ventrale; il primo pterigioforo anale allungato, largo e quasi rettangolare.

## Classificazione
Ebertichthys ettlingensis venne descritto per la prima volta nel 2016, sulla base di resti fossili molto ben conservati, provenienti dal giacimento di Ettling in Baviera, più o meno coevo del famoso giacimento di Solnhofen. Ebertichthys è considerato un rappresentante primitivo dei teleostei, il più grande gruppo di pesci ossei attuali, ed è riunito assieme all'affine Ascalabos nella famiglia Ascalaboidae. Questi pesci mostrano un grado evolutivo intermedio tra quello di Leptolepis e quello di Tharsis (Arratia, 2016).